# Midewiwin
Midewivin è una società segreta della tribù dei Chippewa, Indiani dell'America del Nord. Venivano chiamati anche "grande società di medicina".

## Caratteristiche
Il loro scopo era quello di istruire gli uomini all'arte medica (nella loro lingua mide); essi erano ritenuti fra i più abili in tale disciplina. Erano specialisti nelle erbe e nell'interpretazione dei sogni.